# Shenzhou 18

Bemanning Shenzhou 18

Shenzhou 18 (Chinees:神舟十六号, Hanyu pinyin: Shénzhōu Shíliù-hào) is een Chinese ruimtevlucht die op 25 april 2024 werd gelanceerd. De vlucht markeerde de dertiende bemande Chinese ruimtevlucht en de achttiende vlucht van het Shenzhouprogramma. Aan boord van het ruimtevaartuig waren drie taikonauten op de zevende vlucht naar het Tiangong ruimtestation.

## Bemanning
| Positie              | Ruimtevaarder                    |
| -------------------- | -------------------------------- |
| Commandant           | Ye Guangfu, CNSA 2e ruimtevlucht |
| Boordwerktuigkundige | Li Cong, CNSA 1e ruimtevlucht    |
| Missiespecialist     | Li Guangsu, CNSA 1e ruimtevlucht |

## Lancering
Shenzhou 18 werd op 25 april 2024 met een Lange Mars 2F-draagraket gelanceerd vanaf Lanceerbasis Jiuquan in de Gobiwoestijn en arriveerde diezelfde dag bij het Tlangong-ruimtestation.
De aankomst van Shenzhou 18 bij het Tiangong-ruimtestation markeerde de vierde overdracht van de bemanning aan boord van het station en op dat moment waren er kort zes taikonauten aan boord van het ruimtestation. De bemanning van Shenzhou 17 landde op 30 april 2024 weer op Aarde.

## Landing
De Shenzhou 18 capsule landde op 3 november 2024 in Binnen-Mongolië.
Ruimtevaartuig: Shenzhou · Tianzhou

Onbemand: Shenzhou 1 · Shenzhou 2 · Shenzhou 3 · Shenzhou 4 · Shenzhou 8

Bemand afgerond: Shenzhou 5 · Shenzhou 6 · Shenzhou 7 · Shenzhou 9 · Shenzhou 10 · Shenzhou 11 · Shenzhou 12 · Shenzhou 13 · Shenzhou 14 · Shenzhou 15 · Shenzhou 16 · Shenzhou 17 · Shenzhou 18

Bemand bezig: Shenzhou 19

Bemand gepland: Shenzhou 20 · Shenzhou 21

Gerelateerd: Tiangongprogramma · Tiangong 1 · Tiangong 2 · Tiangong ruimtestation · Lijst van bemande expedities naar het ruimtestation Tiangong · Lange Mars (raketfamilie) · Lanceerbasis Jiuquan